# بخش سیمینه

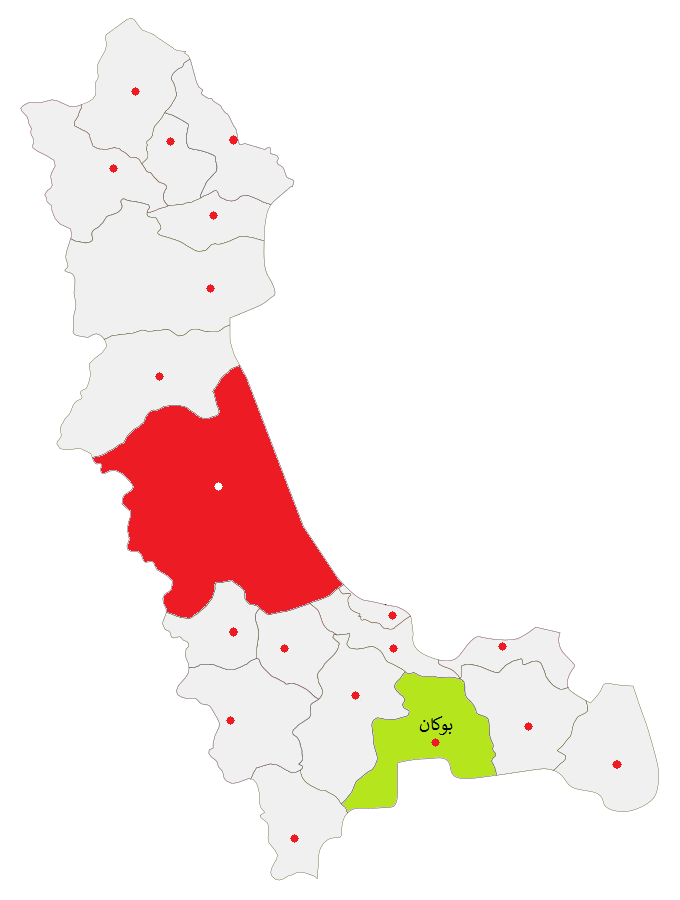
نمایی از نقشهٔ بوکان، بخش سیمینه یکی از بخش‌های تابعه این شهرستان است. - ۲۰۰۷

بخش سیمینه یکی از بخش‌های تابعه شهرستان بوکان در استان آذربایجان غربی در شمال غربی ایران است.

## تقسیمات کشوری
دهستان‌های بخش سیمینه
- دهستان آختاچی شرقی
- دهستان آختاچی محالی
- دهستان بهی دهبکری

شهرها: سیمینه

## مردم
مردم سیمینه به زبان کُردی تکلم میکنند.

## جمعیت
بنابر سرشماری مرکز آمار ایران در سال ۱۳۹۵، جمعیت بخش سیمینه شهرستان بوکان، حدود ۲۷٬۰۰۰ نفر بوده‌است.